# Pietro Forotti
Pietro Forotti (Roma, 19 luglio 1907 – ...) è stato un allenatore di calcio e calciatore italiano, di ruolo portiere.

## Caratteristiche tecniche
Era considerato particolarmente abile nel parare i calci di rigore.

## Carriera

### Giocatore
Con il Casale gioca 11 gare in massima serie nella stagione 1927-1928, e a fine stagione viene posto in lista di trasferimento.
Dopo una stagione al Piacenza come riserva di Bruno Midali, lascia definitivamente il Casale nel 1929; milita in seguito nel Cagliari, come riserva di Renato Dellacà, e nel Perugia. Richiamato in servizio militare a Cosenza, gioca per due stagioni nella squadra silana, e prosegue nell'Acqui e nel Siracusa, tutte partecipanti ai campionati di Prima Divisione.

### Allenatore
Nel 1939 diventa allenatore del Derthona, appena retrocesso in Prima Divisione, e vi rimane per due stagioni, ottenendo la promozione in Serie C nel 1941. Riconfermato in terza serie, viene successivamente sostituito durante la stagione.
Nella stagione 1952-1953 è alla guida della Castelnovese, squadra dilettantistica piemontese da cui viene esonerato nei primi mesi del campionato. Nel campionato di Promozione Lombardia 1955-1956 è ancora alla Castelnovese.